# Samuel Scheidt

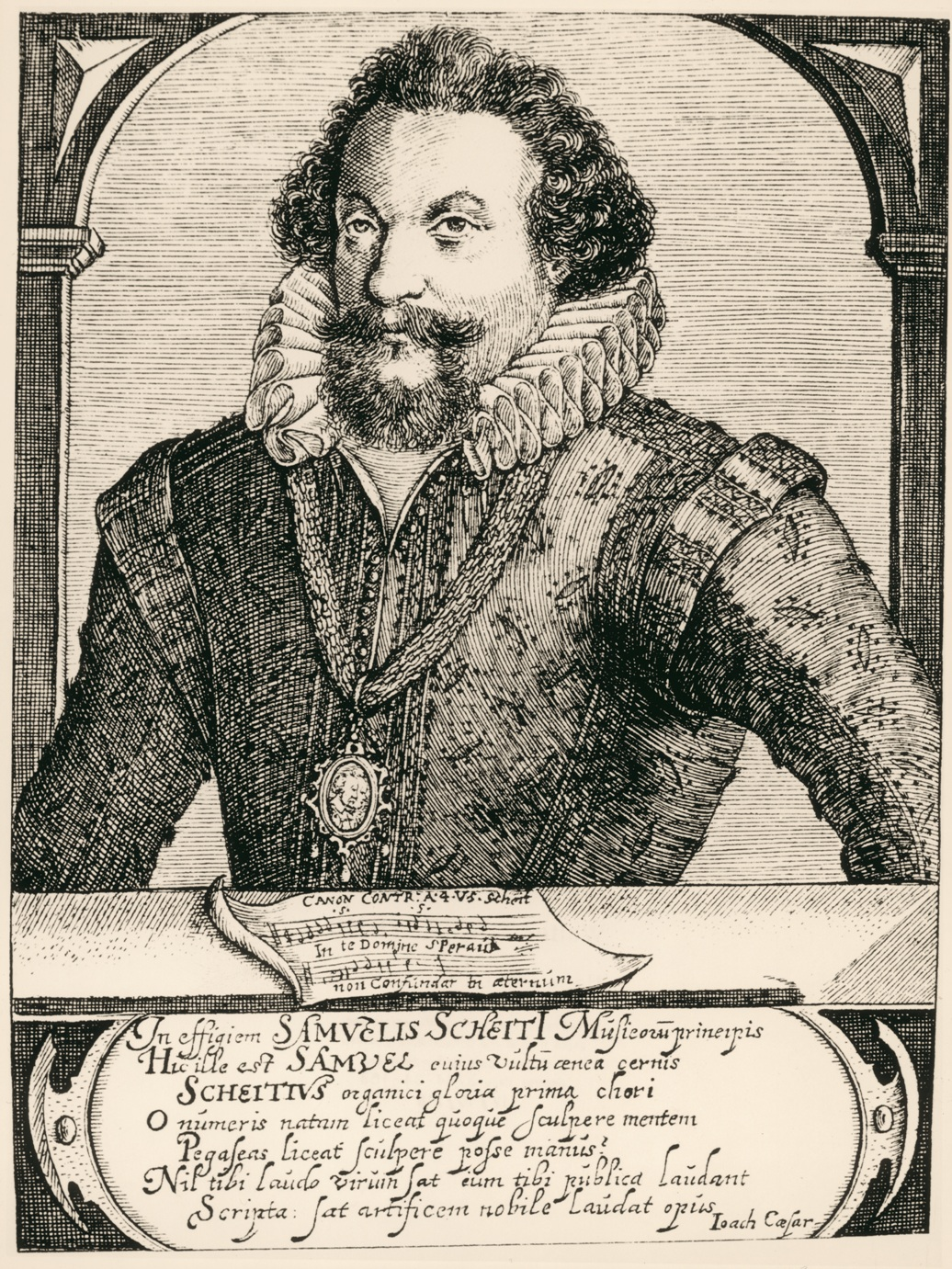
Samuel Scheidt

Samuel Scheidt (Halle, 3 november 1587 (doopdatum) - aldaar, 24 maart 1654) was een Duitse organist en componist.
Een deel van de collectie van het Wilhelm-Friedemann-Bach-Haus in Halle is aan Scheidt gewijd.

## Levensloop
De ouders van Samuel Scheidt behoorden tot de vooraanstaande kringen in de Oost-Duitse stad Halle. Vader Konrad was aanvankelijk "Hausschenk" op de burcht Giebichstein. Hij werd daarna burgemeester en vervolgens "Ratsbierschenk". Hij trouwde met de dochter van een andere burgemeester. De drie zonen Samuel (1587-1654), Gottfried (1593-1661) en Christian (geboren 1600, overleden na 1628) werden alle drie organist. Van deze drie is Samuel de belangrijkste. Gottfried werd organist en kapelmeester in Altenburg.
Van hem zijn enkele vocale werken bewaard en de variaties voor orgel over "Allein Gott in der Höh' sei Ehr", die hij tijdens zijn studie bij Sweelinck samen met zijn leermeester componeerde. Van Christian is alleen bekend, dat hij op drie plaatsen organist is geweest. We weten niet eens waar en wanneer hij gestorven is. De ouders waren bevriend met enkele organisten, waaronder de als orgelbouwer bekend geworden H. Compenius (de jonge).
In 1603 is de jonge Samuel al organist in de Moritzkerk. In 1607 en 1608 verblijft hij bij Jan Pieterszoon Sweelinck in Amsterdam. Hij schrijft samen met zijn leermeester een reeks variaties en wel over de bekende Paduana Hispanica. Als hij in 1609 naar zijn geboortestad terugkeert, wordt hij organist van de Magdalenakapel op de Moritzburg (eveneens in Halle), de residentie van markgraaf Christian Wilhelm van Brandenburg, die administrateur van het aartssticht Maagdenburg is. Tevens doet hij dienst "bei Tisch und bei der Tafel".
In 1615 wordt Michael Praetorius hofkapelmeester "Vom Haus aus" in Halle. Vermoedelijk heeft Praetorius een aantal composities aan het hof geleverd, zonder dat hij in Halle moest wonen. In 1619 wordt Scheidt Hofkapelmeister. De kapel bestaat uit professionele zangers en instrumentalisten, waarbij voor de kerkdiensten ook nog leerlingen van het stedelijk gymnasium meewerken. Tussen 1620 en 1627 verschijnen een aantal banden met vocale en instrumentale muziek in druk. In 1624/25 bouwt Compenius onder supervisie van Scheidt een nieuw orgel voor de Moritzkerk.
De in 1618 uitgebroken Dertigjarige Oorlog heeft ook voor Scheidt gevolgen. De markgraaf vlucht in 1625 voor de troepen van Albrecht von Wallenstein. Halle wil de beroemde musicus graag voor de stad behouden en benoemt hem in mei 1628 tot "Director Musices". Scheidt hervormt in korte tijd de "Stadtpfeiferei", zorgt voor nieuwe instrumenten en muziek en reorganiseert het figurale koor van het gymnasium. In de hoofdkerk "St. Marien" wordt de nieuwe concerterende stijl in de kerkmuziek ingevoerd. Dan ontstaan er hooglopende conflicten met de rector van de school. Volgens het schoolreglement is de cantor de ondergeschikte van de rector. Scheidt is niet in dienst van de school en meent, dat hij als Director Musices geen ondergeschikte van de rector is.
De raad van de stad stad kiest partij voor de rector en na twee jaar is Scheidt zijn fraaie functie alweer kwijt. Ten gevolge van de oorlog is niet alleen de stad geruïneerd, Scheidt is een groot deel van zijn vermogen kwijt geraakt. In 1627 is hij in het huwelijk getreden. Er worden zeven kinderen uit dit huwelijk geboren, maar daarvan sterven er in 1636 vier aan de gevolgen van de pest. Vanaf 1638 laat de nieuwe markgraaf zich regelmatig in Halle zien, maar het duurt tot 1642 voor hij zich daar definitief vestigt. Langzamerhand wordt de sterk gereduceerde kapel weer opgebouwd. Na 1644 vinden er weer regelmatig diensten voor het hof plaats, nu in de Dom.
Scheidt maakte als orgeldeskundige verschillende reizen, maar bleef zijn hele leven in zijn geboortestad wonen. Tijdens zijn leven verschenen zijn meeste werken in druk. Bewaard zijn 700 composities, waarvan de helft vocaal (en dus de andere helft instrumentaal!). Wereldlijk zijn te noemen dertig orgelstukken, tachtig orkestwerken en zeventig symfonieën. Van de vocale muziek is twee derde deel gebaseerd op kerkliederen, de rest op Bijbelse of liturgische teksten – waaronder vier Missen en tien Magnificats. In het begin werden zijn geestelijke composities vooral bepaald door de nog hoofdzakelijk Latijnse diensten, na 1624 zijn steeds vaker Duitse liederen het uitgangspunt. Tussen 1621 en 1630 verschijnen er meerdere banden met "Geistliche Konzerte".
Scheidt had diverse leerlingen, die op vaak belangrijke organistenposten terechtkwamen. Daarvan zijn het meest bekend geworden zijn beide broers en Adam Krieger.

## De orgelwerken
Hoewel er wat losse stukken in handschrift bewaard zijn, zijn de belangrijkste orgelwerken door Scheidt zelf uitgegeven. In 1624 verschenen de drie delen van de Tabulatura Nova. In de beide eerste delen komen zowel geestelijke als wereldlijke werken voor, in het derde deel alleen geestelijke. Het is een soort compendium van orgelmuziek voor de Lutherse organist. De inhoudsopgave vermeldt o.a. twaalf canons, twee stukken voor dubbelpedaal, enkele fuga's, twee echostukken en 26 meerdelige geestelijke werken (Cantio Sacra, Psalmus, Hymnus, Magnificat). Daarvan zijn vooral de cycli over Duitse en Latijnse kerkliederen van belang en bruikbaar voor onze tijd.
De cantus firmus komt meestal in onversierde vorm voor (vergelijk de vaak gecoloreerde cantus firmus bij naar het aantal stemmen in de afzonderlijke verzen van een cyclus, dan vindt men veelal de opbouw 4 – 3 – 2 – 3 – 4, waarbij elke groep uit meer dan één vers kan bestaan. Het losse "Credo" uit het derde deel is een vierstemmige bewerking van "Wir glauben all" en zou weleens het slotstuk kunnen zijn van het allereerste stuk uit deel 1, dat bestaat uit vier verzen over dezelfde melodie, waarvan het aantal stemmen 4 – 2 – 3 – 3 is.  Het bicinium is vaak geschreven in dubbel contrapunt, dat wil zeggen: na één regel worden de beide stemmen herhaald, waarbij de onderstem bovenstem wordt en omgekeerd.
In 1650 verscheen Tabulatur - Buch hundert Christlicher Lieder und Psalmen, het zogenaamde Goerlitzer Tabulaturbuch naar de plaats waar het gedrukt werd. Het zijn honderd toonzettingen van bekende koralen voor orgel zonder pedaal met de melodie in de bovenstem, waarbij de middenstemmen een sterkere beweging en meer zelfstandige stemvoering hebben dan bij de gebruikelijke koorzettingen. Ze zijn eenvoudig maar zeer aantrekkelijk om te spelen en kunnen zowel als zelfstandig kort orgelstuk of als inleiding tot een ingewikkelder bewerking van een andere componist worden gebruikt.
- Bibsys: 90413473
- Biblioteca Nacional de España: XX1188780
- Bibliothèque nationale de France: cb13899467c (data)
- CiNii: DA08455252
- Gemeinsame Normdatei: 118754394
- International Standard Name Identifier: 0000 0001 0909 489X
- Library of Congress Control Number: n79108397
- Nationale Bibliotheek van Letland: 000046982
- MusicBrainz: 72d5d447-2b23-4c1f-9df4-44e8d00dc377
- Nationale Bibliotheek van Tsjechië: jn19990007557
- Nationale Bibliotheek van Israël: 987007274831805171
- Nationale Bibliotheek van Polen: a0000001607486
- Nederlandse Thesaurus van Auteursnamen: 07418394X
- LIBRIS: 276919
- SNAC: w64b2zcs
- Système universitaire de documentation: 030189403
- Trove: 1039423
- Virtual International Authority File: 64193069
- WorldCat: E39PBJjxwYpGvv4879VYQQGPwC